# 北炮同盟
北炮同盟（英語：Ignite Our Community）是香港的一個地區組織及選舉聯盟，成立於2019年，旨在連結2019年香港區議會選舉位於北角及炮台山的民主派候選人。他們的立場為民主派，支持爭取五大訴求的同時，亦需要做好地區工作，深耕細作。在2019年區選，他們合共派出7人參選，當中包括1人爭取連任，除了兩名為公民黨籍，其餘5人皆為無黨籍人士。結果，6名候選人勝出，僅1人落敗。
2021年6月30日，北炮同盟成員在社交平台宣布，隨着組織內幾位區議員辭任，北炮同盟早在五月已不復存在。

## 成員
2020-23當選區議員
| 區議會     | 選區號碼 | 選區   | 議員                                | 備註 |
| ---------- | -------- | ------ | ----------------------------------- | ---- |
| 東區區議會 |          |        |                                     |      |
| C17        | 炮台山   | 陳嘉佑 | 炮台山活成員，於2021年5月26日請辭。 |      |
| C18        | 城市花園 | 仇栩欣 |                                     |      |
| C20        | 堡壘     | 傅佳琳 | 於2021年5月26日請辭。               |      |
| C21        | 錦屏     | 李予信 | 前公民黨成員，於2021年9月1日請辭。  |      |
| C22        | 丹拿     | 鄭達鴻 | 前公民黨成員，於2021年5月11日請辭。 |      |
| C23        | 健康村   | 裴自立 | 於2021年7月9日請辭。                |      |

當屆議席：6 (4)

議席增減：+5 (+4)
2019年區選結果
| 參選選區                 | 候選人 | 得票    | 結果 |
| 2019年區議會選舉（東區） |        |         |      |
| C17 炮台山               | 陳嘉佑 | 3,596票 | 當選 |
| C18 城市花園             | 仇栩欣 | 2,806票 | 當選 |
| C19 和富                 | 陳嘉陽 | 3,181票 | 落選 |
| C20 堡壘                 | 傅佳琳 | 2,464票 | 當選 |
| C21 錦屏                 | 李予信 | 3,113票 | 當選 |
| C22 丹拿                 | 鄭達鴻 | 3,947票 | 當選 |
| C23 健康村               | 裴自立 | 2,971票 | 當選 |